# Všenory
Všenory är en ort i Tjeckien.   Den ligger i regionen Mellersta Böhmen, i den centrala delen av landet, 20 km söder om huvudstaden Prag. Všenory ligger 237 meter över havet och antalet invånare är 1 438.
Terrängen runt Všenory är platt åt nordost, men åt sydväst är den kuperad. Všenory ligger nere i en dal. Runt Všenory är det ganska tätbefolkat, med 52 invånare per kvadratkilometer. Närmaste större samhälle är Prag, 19,5 km norr om Všenory. Trakten runt Všenory består till största delen av jordbruksmark.